# Yoshinori Abe
Yoshinori Abe (阿部 良則 Abe Yoshinori?), född 10 september 1972 i Kanagawa prefektur, är en japansk före detta fotbollsspelare.
Abe började sin karriär 1991 i Yomiuri (Verdy Kawasaki). Med Yomiuri/Verdy Kawasaki vann han japanska ligan 1991/92, 1993, 1994 och japanska ligacupen 1991, 1992, 1993, 1994. Efter Verdy Kawasaki spelade han för Vegalta Sendai (Brummell Sendai), Tosu Futures, Shonan Bellmare och Kawasaki Frontale. Han avslutade karriären 2001.